# Apple Campus
Apple Campus（アップル・キャンパス）は、1993年から2017年までのAppleの本社である。現在では主要部分や本社としての位置づけはApple Parkに移転したが、オフィスや研究所として引き続き利用されている。Apple Campusはカリフォルニア州クパチーノにあり、そのデザインは郊外のビジネスパークに似た、緑地の周囲に建物を持つ大学のものと似ている。

## 歴史

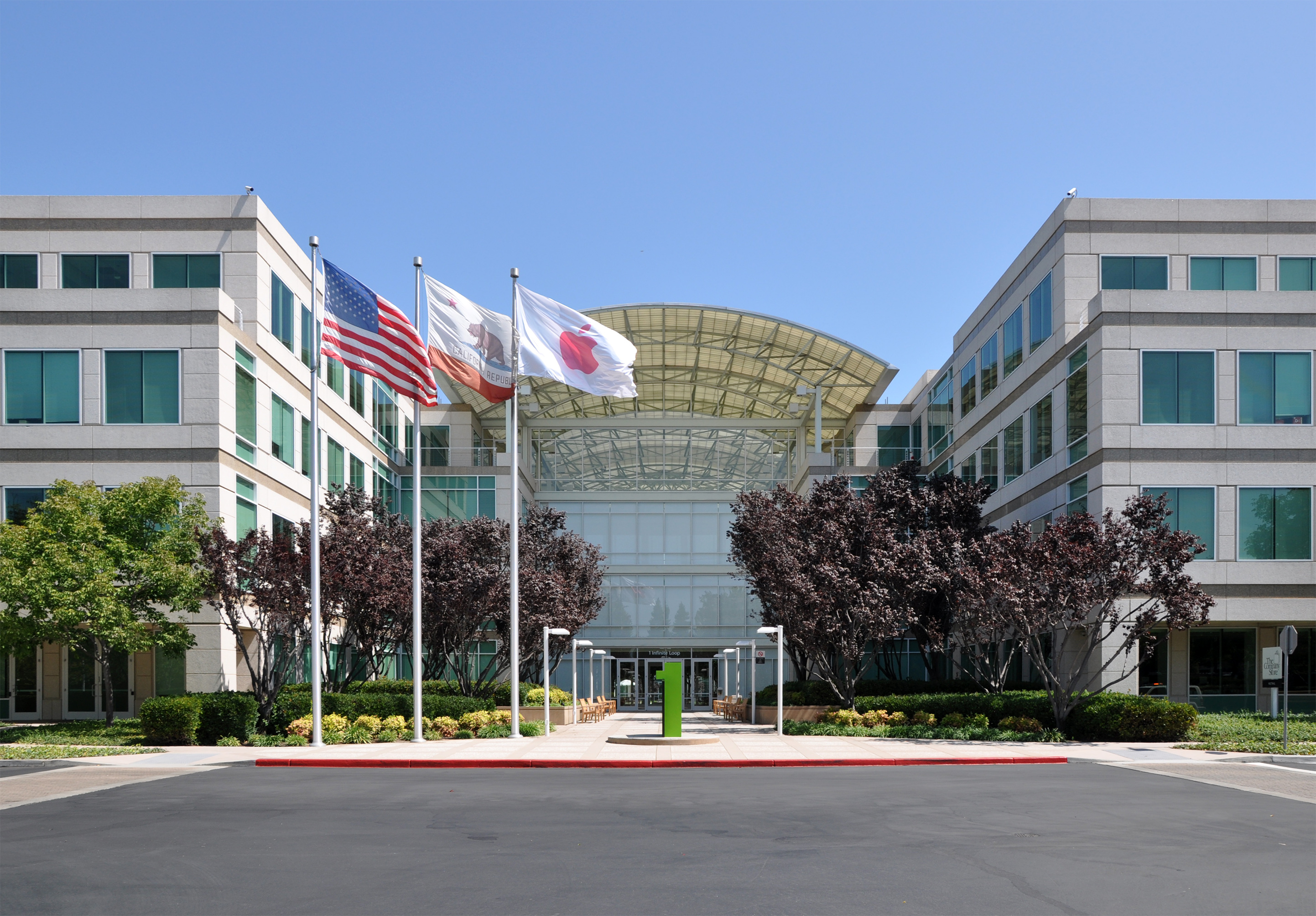
ディ・アンザ大通りから見たメインビル（IL1）

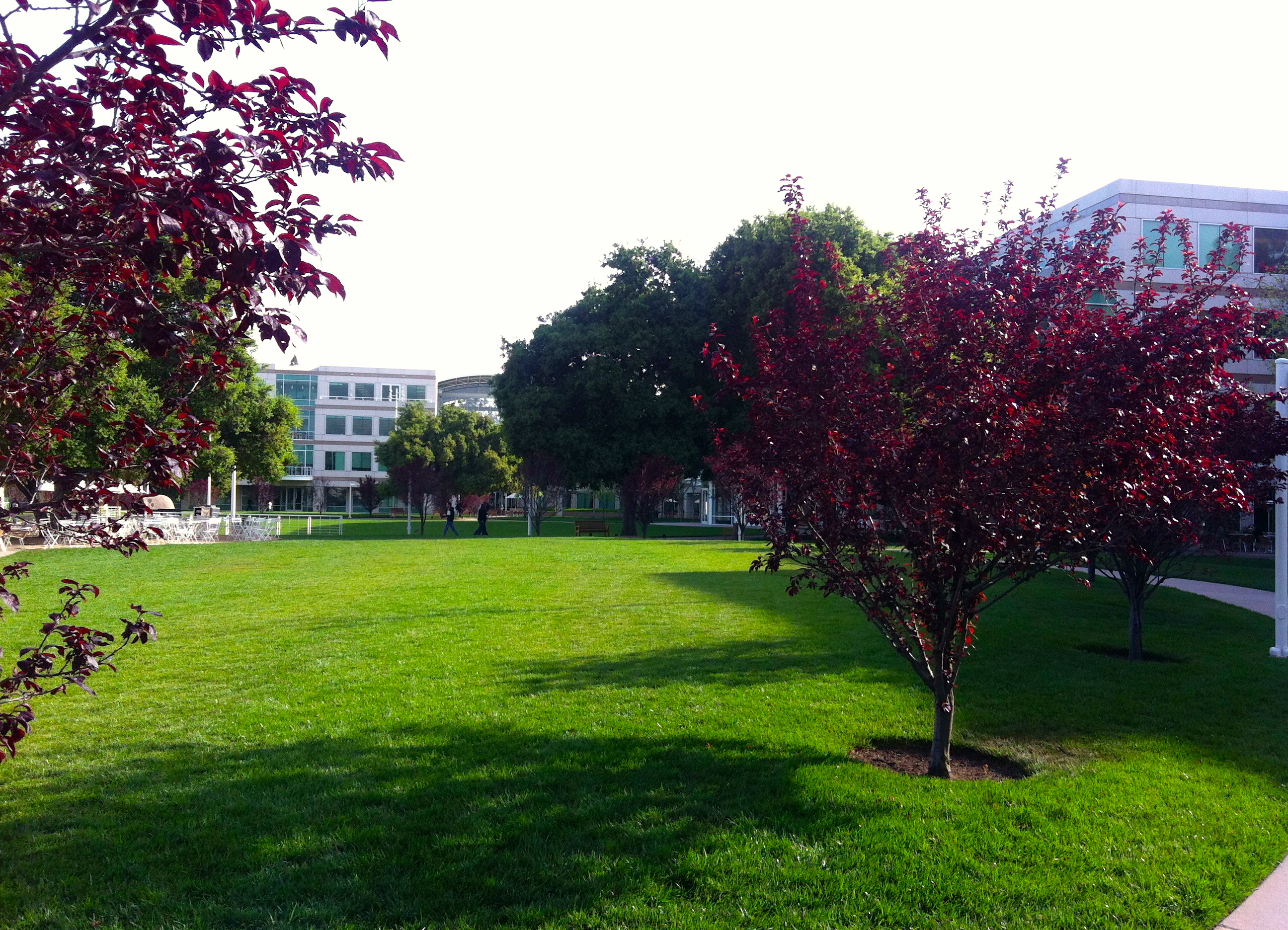
Inside Apple Campus. Taken outside Caffe Macs, looking towards IL6.

Appleの元々の本社はクパチーノのマリアニ通り（Mariani Ave）20525号の1号ビルにあった。Apple Campusはディ・アンザ大通り（De Anza Boulevard）の向かい側のマリアニ通りの東側にあり、この場所は元々Four-Phase Systemsが占有していた。面積は850,000平方フィート (79,000 m2)である。Apple Campusは1992年に建設が開始され、Sobrato Development Companyによって1993年に完了した。1997年までは研究開発に専念しており、当時はR&D 1-6と呼ばれていた。1997年にスティーブ・ジョブズがAppleに復帰すると、Apple Campusには多くの変更が加えられた。Appleが専有する建物を増やし、研究開発に関係しない多くの活動がインフィニット・ループ内に移転した。彼らはIL（インフィニット・ループ）という名称で知られるようになった。スティーブ・ジョブズは従業員がペットを連れてくることを禁止したり、カフェテリアのメニューを劇的に改善するなどの追加のマークを残した。
2008年8月12日の夜、Valley Green 6の2階で火災が発生した。消火のために消防士は翌朝まで活動した。この火事による怪我人はいなかったが、築40年の建物で200万ドルの火災被害があった。

## 場所とレイアウト

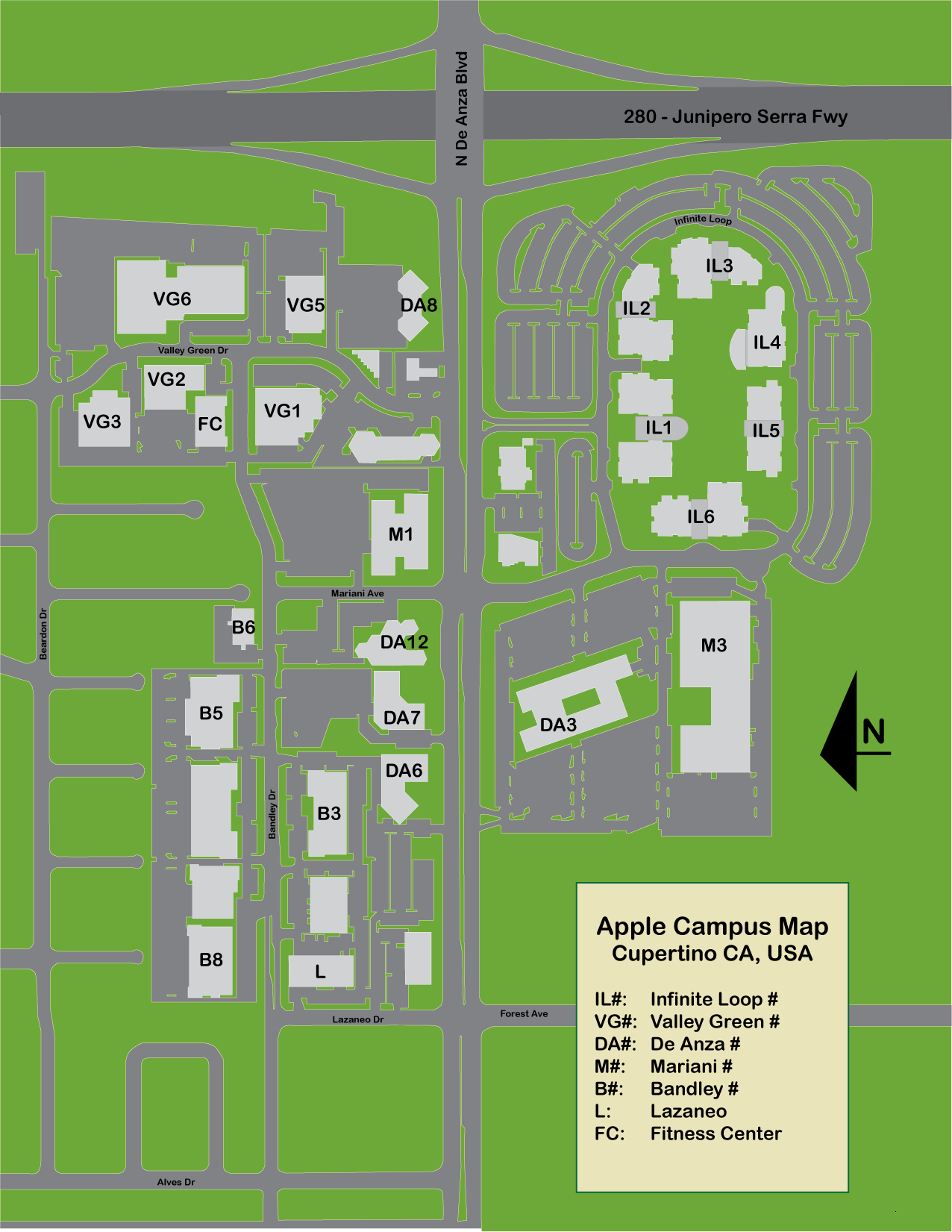
Apple Campusの地図

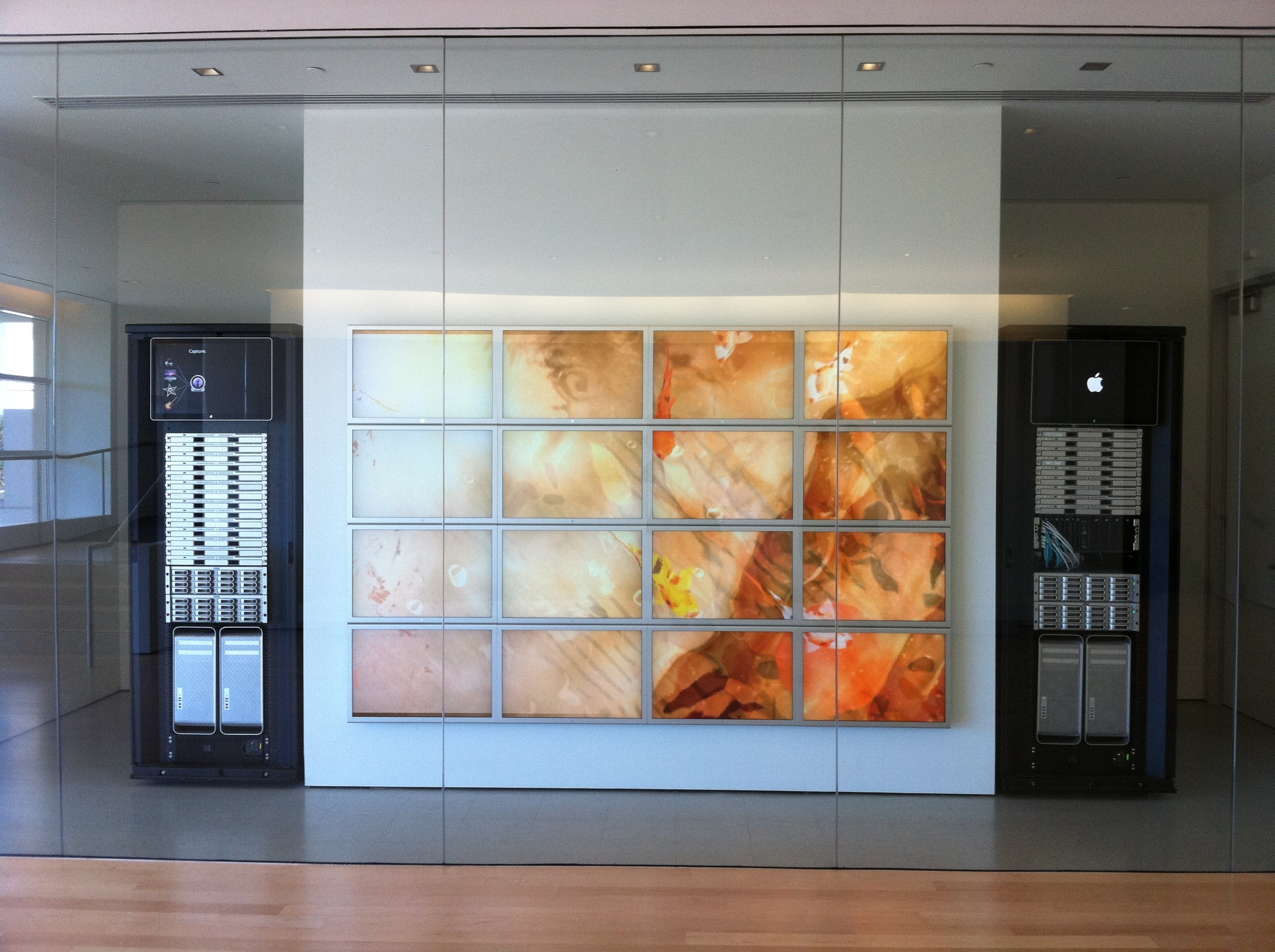
Apple Campusにあるエグゼクティブブリーフィングセンターのフラットスクリーンとサーバーの壁

## Apple Park

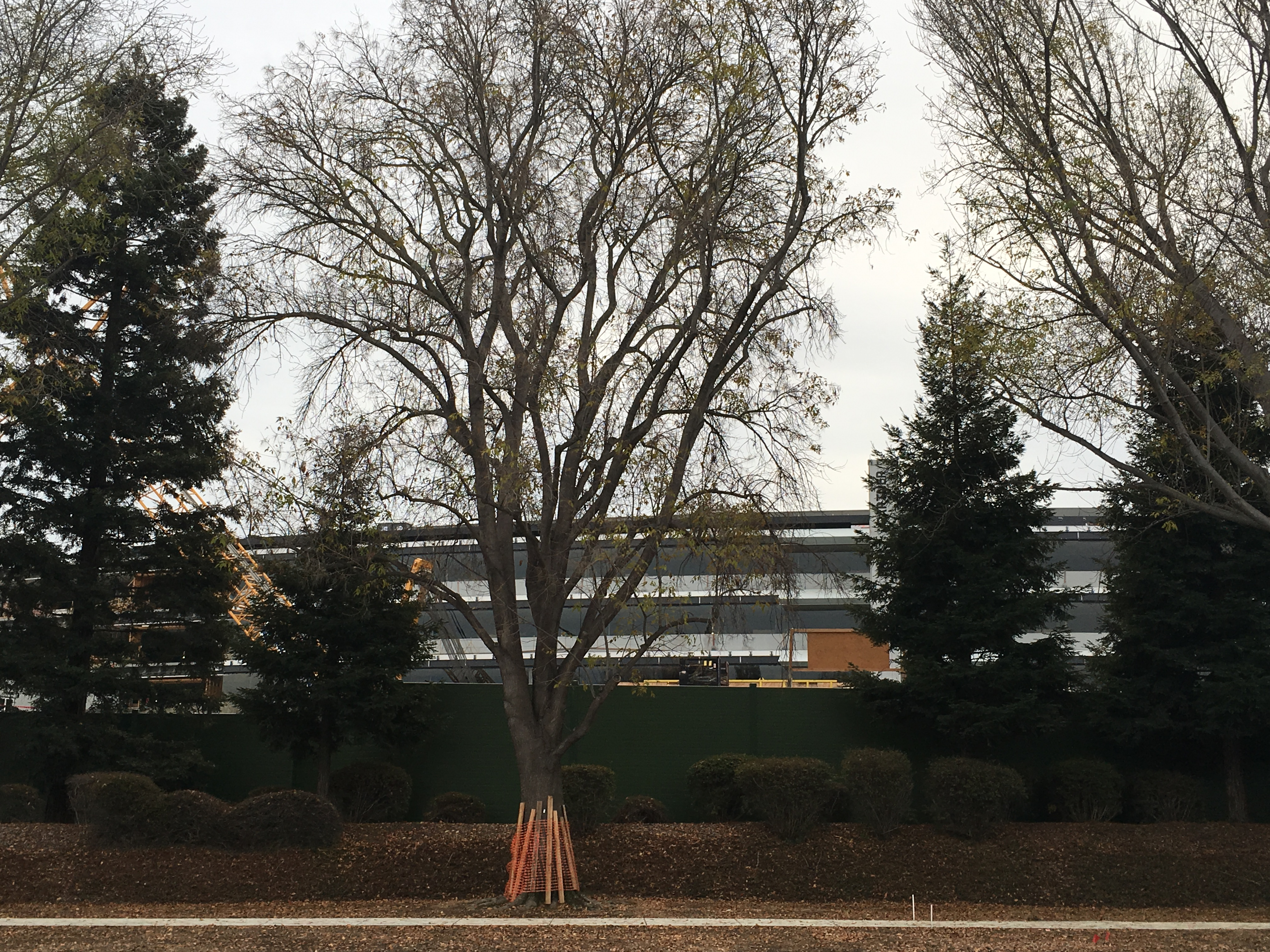
2016年1月の建設中のApple Park